# Phaeogenes distinctus
Phaeogenes distinctus är en stekelart som först beskrevs av Bridgman 1887.  Phaeogenes distinctus ingår i släktet Phaeogenes och familjen brokparasitsteklar. Inga underarter finns listade i Catalogue of Life.